# 曾湃
曾湃（1971年10月—），廣東潮州人，中华人民共和国政治人物。管理学博士，高级经济师。

## 生平
1994年6月本科毕业于深圳大学国际金融贸易系，2008年9月博士毕业于西安交通大学。曾在深圳市农产品股份有限公司、深圳市深宝实业股份有限公司、深圳百事可乐饮料有限公司、深圳市国有免税商品（集团）有限公司等企业工作。
2016年5月，任中共深圳市南山区委常委、区政府常务副区长。2016年9月，任中共深圳市南山区委副书记、政法委书记。2017年10月，任中共深圳市南山區委副書記、區政府區长。2019年6月28日，獲任命為深圳市人民政府秘書長。2020年9月，转任中共深圳市南山区委书记。2021年11月，升任中共深圳市委常委，前海蛇口自贸片区管委会党组书记、主任，前海合作区党工委书记，前海管理局局长。
2023年8月，任华润金控党委书记、董事长。